# جيمس ونايت (سياسي)
جيمس ونايت (بالإنجليزية: James Knight)‏ هو سياسي أسترالي، ولد في 1826، وتوفي في 1876. انتخب عضو المجلس التشريعي الفيكتوري.